# Abalone
Abelone, abalone, søøre eller øresnegl er snegle i familien Haliotidae. Familien indeholder kun én slægt, Haliotis.
Rød abalone (Haliotis rufescens) bliver op til 30 cm. lang og lever ved den californiske kyst. Den er økonomisk betydningsfuld til spisebrug, og dens store skålformede skal er stærkt perlemorsskinnende på indersiden og anvendes ofte til pynt eller som askebægre.

## Arter
- Haliotis aquatilis
- Haliotis coccinea
- Haliotis cracherodii (Sort søøre)
- Haliotis jacnensis
- Haliotis kamtschatkana
- Haliotis lamellosa
- Haliotis midae (Midas søøre)
- Haliotis pustulata
- Haliotis rufescens – (Rød søøre)
- Haliotis subg. Haliotis
  - Haliotis asinina
- Haliotis subg. Ovinotis
  - Haliotis ovina
- Haliotis subg. Sanhaliotis
  - Haliotis planata
- Haliotis subg. Schismotis
  - Haliotis glabra
- Haliotis subg. Sulculus
- Haliotis tuberculata (Europæisk søøre)
- Haliotis varia
- Haliotis virginea
- Haliotis walallensis